# Samejima Kazunori
Samejima Kazunori est un nom japonais traditionnel ; le nom de famille (ou le nom d'école), Samejima, précède donc le prénom (ou le nom d'artiste).
Le baron Samejima Kazunori (鮫島員規) (14 juin 1845 - 14 octobre 1910) est un amiral de la marine impériale japonaise.

## Biographie
Né dans une famille samouraï du domaine de Satsuma (actuelle préfecture de Kagoshima), Samejima sert comme samouraï du domaine durant la guerre de Boshin de la restauration de Meiji. Il entre dans la nouvelle marine impériale japonaise en 1871, servant sur la corvette Ryūjō (en) et combat contre ses ex-compagnons d'armes lors de la répression de la rébellion de Saga et de la rébellion de Satsuma. Samejima est promu lieutenant en 1877, lieutenant-commandant (capitaine de corvette) en 1882, commandant en 1886, et capitaine la même année. Il sert comme commandant en second sur la corvette Hiei (en) de 1878 à 1884.
Samejima sert plus tard comme capitaine sur les corvettes Kongō (en) en 1889 et Fusō (en) en 1890. Envoyé en France en 1891, il supervise l'achèvement du croiseur Matsushima (en) et de son voyage de retour de la France au Japon, et en reste capitaine jusqu'en 1893
En mai 1893, Samejima devient chef d'État-major du district naval de Yokosuka, de la Flotte de préparation en juin 1894, puis de la Flotte combinée en juillet 1894. Durant la première guerre sino-japonaise, il participe aux manœuvres maritimes dans la mer Jaune. En décembre 1894, il est promu contre-amiral.
Il sert ensuite comme commandant de l'école navale impériale du Japon à partir de novembre 1896, et est promu vice-amiral en 1897. En février 1898, il devient commandant en chef du district naval de Yokosuka, et en janvier 1899, commandant de la flotte de préparation.
En mai 1900, Samejima devient commandant du district naval de Sasebo, poste qu'il conserve tout au long de la guerre russo-japonaise. En 1901, il est décoré de l'ordre du Soleil levant (1re classe).
Samejima est promu amiral en novembre 1905 et est décorée de l'ordre du Milan d'or (2e classe) en 1906. En outre, début 1907, il reçoit le titre de baron (danshaku) selon le système de noblesse kazoku. Il entre dans la réserve plus tard dans l'année.
Son fils, Tomoshige Samejima, est amiral dans la marine impériale japonaise durant la Seconde Guerre mondiale, et sa fille est l'épouse de l'amiral Isamu Takeshita.